# Lasioglossum layardi
Lasioglossum layardi är en biart som först beskrevs av Cockerell 1920.  Lasioglossum layardi ingår i släktet smalbin, och familjen vägbin. Inga underarter finns listade i Catalogue of Life.